# Smangaliso Mkhatshwa
Smangaliso Mkhatshwa (né en 1939) est un homme politique d'Afrique du Sud, membre du Congrès national africain (ANC) et maire de la municipalité de Tshwane de 2001 à 2006
La municipalité de Tshwane comprend notamment la ville de Pretoria, la capitale du pays. 

## Biographie
Smangaliso Mkhatshwa est né en 1939 à Barberton dans l'est de la province du  Transvaal.  Il poursuivit sa scolarité à Lydenburg puis au collège Pax à Pietersburg. 

### Prêtre catholique et militant anti-apartheid
En 1960, il entre au séminaire, est ordonné prêtre catholique en 1965 et est affecté à la paroisse de Witbank.  
En 1973, il est fait docteur en théologie de l'université de Louvain en Belgique.
Secrétaire général de la Conférence des évêques catholiques d'Afrique du Sud de 1980 à 1988, c'est aussi un militant anti-apartheid qui sera arrêté, emprisonné à plusieurs reprises et banni entre 1976 et 1987.

### Député ANC
Élu député ANC en 1994, vice-ministre de l'Éducation en 1996, membre du comité national exécutif de l'ANC à partir de 1997, il est élu en décembre 2000 maire de la conurbation de Tshwane, qui regroupe 13 municipalités de la région de Pretoria sur 362 km2 pour 2,3 millions d'habitants. 
Il est président de la section africaine de Cités et Gouvernements locaux unis dont il  assume également la présidence au niveau mondial. 

### Maire de Pretoria
Avec son passé de militant de l'ANC et sa fonction de maire de la capitale, il s'acquière une stature nationale. 
Sa décision soutenue par les instances locales de l'ANC de débaptiser en mars 2005 la ville de Pretoria pour lui donner un nom « africain » enflamme la communauté blanche qui y voit un homme revanchard, des pratiques brutales et une intolérance vis-à-vis de la culture afrikaner. Ses opposants, et pas seulement les afrikaners, lui opposent aussi le coût du renommage, la réalité historique et la non prise en compte des sondages effectués auprès des habitants de la ville très majoritairement hostiles au changement de nom. Mkhatshwa fait adopter par le conseil municipal une délibération autorisant à entamer les démarches officielles pour changer le nom et restreindre l'appellation de Pretoria au quartier du centre-ville (Capital Central).
Il refuse tout référendum et toute pétition et justifie la démarche par la volonté de la population représentée par la majorité municipale. Il s'écarte même des recommandations de la commission qu'il avait mis en place et qui lui conseillait d'organiser un référendum sur le sujet et avec un autre nom que Tshwane à opposer à Pretoria.
Le 7 mai 2005 les rois Ndébélés de la région démentent la version historique officielle de la municipalité qui soutient que Tshwane est le nom originaire de la ville. 
Mkhatshwa se met en porte à faux avec la politique récente du président Thabo Mbeki, qui tout en reconnaissant la spécificité et l'africanité des Afrikaners, critique l'esprit colonialiste des Blancs anglophones, dans le but avoué de rallier les Afrikaners à l'ANC. Mais alors que Mbeki est plutôt hostile au changement de nom de Pretoria, il doit donner des gages à la gauche activiste de l'ANC depuis le départ du vice-président Jacob Zuma.
En mars 2006, les élections municipales donnent la victoire à l'ANC sur Tshwane (alors qu'à Pretoria, l'ensemble de l'opposition remporte 75 % des suffrages). Le résultat de l'ANC est cependant relativement décevant dans un contexte où le parti a partout augmenté sa représentation. Au contraire, l'ANC perd ici presque une dizaine de sièges. Ce mauvais résultat est attribué notamment à la mobilisation de partisans du nom de Pretoria. C'est ainsi que lors de l'élection du maire par le conseil municipal, l'ANC préfère ne pas reconduire Mkhatshwa et opte pour Gwen Ramokgopa, pour lui succéder.